# Fritz Künzli
Friedrich "Fritz" Künzli (Glarus, 8 de janeiro de 1946 – 22 de dezembro de 2019) foi um futebolista suíço que atuava como atacante.

## Carreira
Fritz Künzli fez parte do elenco da Seleção Suíça de Futebol, na Copa do Mundo de 1966.[carece de fontes?] Morreu no dia 22 de dezembro de 2019, aos 73 anos.